# Chromocryptus nodus
Chromocryptus nodus är en stekelart som först beskrevs av Porter 1967.  Chromocryptus nodus ingår i släktet Chromocryptus och familjen brokparasitsteklar. Inga underarter finns listade i Catalogue of Life.